# Betty Barclay Cup 2002
Betty Barclay Cup 2002 — жіночий тенісний турнір, що проходив на відкритих кортах з ґрунтовим покриттям Am Rothenbaum у Гамбургу (Німеччина). Належав до турнірів 2-ї категорії в рамках Туру WTA 2002. Відбувсь увісімнадцяте й востаннє і тривав з 30 квітня до 5 травня 2002 року. Друга сіяна Кім Клейстерс здобула титул в одиночному розряді й отримала 93 тис. доларів США.

## Фінальна частина

### Одиночний розряд
Кім Клейстерс —  Вінус Вільямс 1–6, 6–3, 6–4
- Для Клейстерс це був 1-й титул за рік і 7-й — за кар'єру.

### Парний розряд
Мартіна Хінгіс /  Барбара Шетт —  Даніела Гантухова /  Аранча Санчес Вікаріо 6–1, 6–1